# Культурный консерватизм
Культурный консерватизм — консервативная идеология, выступающая за сохранение культурных традиций и, в целом, культурного наследия. Обычно приверженцы культурного консерватизма выступают с критикой мультикультурализма и иммиграции. Культурный консерватизм часто связан с сохранением языка, например, французского в Квебеке, а иногда с сохранением культуры этнической группы, таких как коренные американцы.
В Соединённых Штатах термин «культурный консерватизм» может означать консервативную позицию в культурной войне. Поскольку культурный консерватизм (согласно «теории компаса») выражает социальное измерение консерватизма, его иногда называют социальным консерватизмом. Однако социальный консерватизм описывает консервативные моральные и социальные ценности или позиции по социокультурным вопросам, таким как аборты и однополые браки, в противовес «культурному либерализму» (в США больше известен как социальный либерализм). Национализм при всей близости к культурному консерватизму отличается от него тем, что не всегда развивается в той или иной культуре.

## Аргументы

### В пользу
Сторонники культурного консерватизма утверждают, что он сохраняет культурную идентичность. В то же время, они часто способствуют ассимиляции с доминирующей культурой, полагая, что монокультурализм более конструктивен для национального единства. Также они утверждают, что ассимиляция облегчает интеграцию иммигрантов и этнических меньшинств в более широкое общество, представляя культурный консерватизм как решение проблем этнической розни. Некоторые исследователи отмечают, что чем более культурно однородно сообщество, тем больше люди доверяют друг другу. Было показано, что доверие снижается в более культурно разнообразных сообществах.
Сторонники культурного консерватизма критикуют мультикультурализм, считая, что культурный плюрализм наносит ущерб единой национальной идентичности. Они утверждают, что культурное разнообразие служит только маргинализации иммигрантов, превращая их в аутсайдеров в обществе. В некоторых странах считается, что мультикультурализм фактически создаёт расовую сегрегацию в форме этнических анклавов. Противодействие иммиграции также является распространённой позицией среди приверженцев культурного консерватизма, которые опасаются, что иммигранты, принося с собой культуру, религию и языки своих стран, смогут изменить культуру принимающей страны. Сторонники культурного консерватизма утверждают, что некоторые из этих импортированных культурных практик, такие как хиджабы, полигамия, детские браки и женское обрезание, находятся в прямом противоречии с ценностями доминирующей культуры.

### Против
Противники культурного консерватизма утверждают, что он наносит ущерб культурному разнообразию. Они критикуют культурный консерватизм за пропаганду культурной нетерпимости, формирование узкого этноцентрического мышления и подавление самовыражения. Оппоненты ссылаются на негативный исторический опыт, приписывая крайним формам культурного консерватизма расизм, геноцид, этнические чистки, колониализм и расовая сегрегация. Они утверждают, что культурная ассимиляция ведёт к маргинализации меньшинств, не соответствующих доминирующей культуре.
Оппоненты поддерживают мультикультурализм, полагая, что он создаёт более разнообразное и толерантное общество. Они утверждают, что он помогает представителям этнического большинства больше узнавать о других культурах, лучше адаптироваться к социальным изменениям и быть более терпимыми к разнообразию. Они также считают, что мультикультурализм привлекает больше внимания к историческим достижениям других этнических групп, которыми в прошлом пренебрегали. Поддержка иммиграции также распространена среди противников культурного консерватизма, которые утверждают, что иммиграция обогащает общество, привнося разнообразные новые идеи. В некоторых случаях искусство, музыка, еда или одежда иммигрантов перенимаются доминирующей культурой.